# Ceylanopsyche hapugowala
Ceylanopsyche hapugowala är en nattsländeart som först beskrevs av Schmid 1958.  Ceylanopsyche hapugowala ingår i släktet Ceylanopsyche, överfamiljen Sericostomatoidea, ordningen nattsländor, klassen egentliga insekter, fylumet leddjur och riket djur. Inga underarter finns listade i Catalogue of Life.